# Dietz Bluff
Das Dietz Bluff ist ein markantes Felsenkliff an der Black-Küste des Palmerlands auf der Antarktischen Halbinsel. Es ragt am Kopfende des Hilton Inlet auf.
Erste Luftaufnahmen entstanden 1940 bei der United States Antarctic Service Expedition (1939–1941) sowie 1947 bei der Ronne Antarctic Research Expedition (1947–1948). Der United States Geological Survey kartierte das Kliff anhand von Luftaufnahmen der United States Navy aus den Jahren von 1966 bis 1969. Das Advisory Committee on Antarctic Names benannte es nach dem US-amerikanischen Geophysiker und Ozeanographen Robert S. Dietz (1914–1995), der ab 1967 am Atlantic Oceanographic and Meteorological Laboratory der National Oceanic and Atmospheric Administration in Miami tätig war.